# Camugnano
Camugnano es un municipio situado en el territorio de la Provincia de Bolonia, en Emilia-Romaña (Italia).

## Demografía
| Gráfica de evolución demográfica de Camugnano entre 1861 y 2008 |
|                                                                 |
| Fuente ISTAT - elaboración gráfica de Wikipedia                 |